# Li Shaohong
Li Shaohong (Suzhou, 7 de julio de 1955) es una directora y productora de cine y televisión china, considerada miembro del movimiento cinematográfico conocido como quinta generación y una de las cineastas más destacadas de su país. Sus películas han ganado múltiples premios en China y en el extranjero, entre ellos el Montgolfiere de Oro en el Festival de los Tres Continentes de 1992 (por Bloody Morning), y el Oso de Plata en el Festival Internacional de Cine de Berlín de 1995 (por Blush).

## Primeros años
Li nació el 7 de julio de 1955 en Suzhou, provincia de Jiangsu. En 1969, cuando solo tenía catorce años, se incorporó al ejército en la región de Sichuan, trabajando en un hospital militar. Reflexionando sobre su vida en la milicia, la cineasta afirmó que el ejército tenía demasiadas reglas y no se ajustaba a su personalidad, por lo que decidió seguir una carrera cinematográfica. Tras el fin de la Revolución Cultural, fue admitida en la Academia de Cine de Pekín en 1978, graduándose en su departamento de dirección cinematográfica en 1982.

## Carrera
Ese mismo año, Li se unió a los Estudios Cinematográficos de Pekín, donde trabajó como asistente de dirección en varias películas. En 1988 dirigió su primer filme, The Case of the Silver Snake.
Su película de 1990 Bloody Morning fue un gran éxito, ganando múltiples premios en China, Taiwán, Francia y Alemania, incluyendo el Montgolfiere de Oro en el Festival de los Tres Continentes de 1992 en Nantes. Fue reconocida como miembro del movimiento de la quinta generación del cine chino, un grupo de cineastas de la China continental que surgió por primera vez a principios o mediados de los años 1980, junto con otros directores como Zhang Yimou y Chen Kaige. Al igual que otras películas de la quinta generación, las obras de Li Shaohong a menudo se centran en el lado rural de la sociedad china.
En 1994 dirigió la película Blush, adaptada de la novela homónima de Su Tong sobre dos prostitutas de Shanghái en la época de la liberación en 1949. La película ganó el Oso de Plata por Logro Individual Sobresaliente en el 45.º Festival Internacional de Cine de Berlín en 1995.
Con la película Baober in Love de 2004, Li se alejó de la temática de sus trabajos anteriores y se aventuró en el reino del realismo mágico.
Li también es productora y tiene su propia compañía de producción cinematográfica. Se ha convertido en un nombre familiar en China y es considerada una de las mejores cineastas de ese país. También ha dirigido varios dramas para televisión, incluyendo Palace of Desire (1998), que ganó el 18º premio Golden Eagle al mejor drama para televisión, y The Dream of Red Mansions (2010).

## Filmografía
| Año  | Título internacional         | Título en chino |
| ---- | ---------------------------- | --------------- |
| 1988 | The Case of the Silver Snake | 银蛇谋杀案      |
| 1990 | Bloody Morning               | 血色清晨        |
| 1992 | Family Portrait              | 四十不惑        |
| 1994 | Blush                        | 红粉            |
| 1997 | The Red Suit                 | 红西服          |
| 1998 | Palace of Desire             |                 |
| 2004 | Baober in Love               | 恋爱中的宝贝    |
| 2005 | Stolen Life                  | 生死劫          |
| 2006 | The Door                     | 门              |
| 2010 | The Dream of Red Mansions    |                 |
| 2019 | Poetry of the Song Dynasty   | 大宋宫词        |
| 2019 | A City Called Macau          | 妈阁是座城      |